# 9K22 Tunguska
O 2K22 ou 9K22 Tunguska (Russo: 2К22 "Тунгуска") é um veículo antiaéreo autopropelido de origem soviética.
O Tunguska foi designado para prover proteção dia e noite, para infantaria e regimento de tanques contra aviões em baixa altitude, helicópteros e mísseis de cruzeiro em qualquer condição de clima. É equipado com 2 canhões automáticos de 30mm e 8 mísseis de diferentes modelos e características.
Seu desenvolvimento começou nos anos 70, na extinta União Soviética, tendo entrado em serviço em 1982. O Tunguska está em serviço hoje com seus principais utilizadores: Rússia, Bielorrússia, Índia, Marrocos, Ucrânia, Iêmen e Síria.
Sua designação na OTAN é SA-19 "Grisom".